# InSight
InSight (Interior Exploration using Seismic Investigations, Geodesy and Heat Transport) war eine Mars-Mission im Discovery-Programm der NASA. Der Start war am 5. Mai 2018 um 11:05 UTC und am 26. November 2018 um 19:52:59 UTC wurde der stationäre Lander auf der Oberfläche des Mars abgesetzt, womit er 1440 Sol aktiv war. Der Lander war mit einem Seismometer und einer Wärmeflusssonde ausgestattet. Mit ihren Messungen wurde die frühgeologische Entwicklung des Mars erforscht und damit das Verständnis der Entstehung der erdähnlichen Planeten des Sonnensystems (Merkur, Venus, Erde, Mars) und des Erdmonds verbessert. Die Kosten für diese Mission veranschlagte die NASA mit 425 Millionen US-Dollar. Der InSight-Lander basierte auf Techniken und wesentlichen Bauteilen der NASA-Sonde Phoenix Mars Lander.

## Planung
Im Mai 2014 teilte die NASA den Bau des Landers der Öffentlichkeit mit.
Um Geld zu sparen, nutzten die amerikanischen Entwickler die Erfahrungen der Phoenix-Mars-Sonde, die im Jahr 2008 erfolgreich auf dem Mars gelandet war. Insight gilt als baugleicher Zwilling von Phoenix. Zugleich ist Insight die erste Forschungssonde der NASA, die ausschließlich mit europäischen Instrumenten bestückt wurde. Weil InSight mit einem Photovoltaiksystem als Energiequelle ausgestattet war, wurde die Landung in Äquatornähe ausgeführt, damit eine projektierte Lebensdauer von zwei Jahren (entspricht einem Marsjahr) ermöglicht wird.

## Ziele
InSight hatte einen einzelnen stationären Lander in der Elysium-Region auf dem Mars platziert, der tiefere Gesteinsschichten untersuchen und dadurch zur Klärung grundlegender Streitfragen der Planeten- und Sonnensystem-Wissenschaften um diejenigen Prozesse beitragen sollte, die die Gesteinsplaneten des inneren Sonnensystems (inklusive der Erde) vor mehr als fünf Milliarden Jahren formten. Diese Planeten teilen eine gemeinsame Herkunft, die mit einem Prozess begann, der als Akkretion bezeichnet wird. Wenn der Gesteinskörper an Größe gewinnt, heizt sich das Innere auf und verändert sich, um zu einem erdähnlichen Planeten zu werden, der Kern, Mantel und Kruste besitzt. Im Gegensatz zu dieser gemeinsamen Herkunft ist jeder erdähnliche Planet später durch einen noch kaum verstandenen Prozess namens Differenzierung geformt und gestaltet worden.
InSights Hauptziel war die Erforschung der frühesten Entwicklungsprozesse, die den Mars formten. Durch Untersuchung der Größe, Dicke, Dichte und der allgemeinen Struktur des Planetenkerns, des Mantels und der Kruste wie auch des Maßes, mit dem Wärme das Planeteninnere verlässt, sowie, ob es seismische Aktivitäten gibt und ob der Kern flüssig oder fest ist.
Ein Nebenziel war es, eine gründliche geophysikalische Untersuchung der tektonischen Aktivitäten und Meteoriteneinschläge auf dem Mars durchzuführen, der Erkenntnisse über solche Prozesse auf der Erde bringen sollte.
Der Mars eignet sich für solche Untersuchungen besonders gut, weil er groß genug ist, um diese typischen frühesten Akkretationsprozesse durchlaufen zu haben, aber klein genug, um noch deutliche Spuren davon zu zeigen.

## Nutzlast und Instrumente

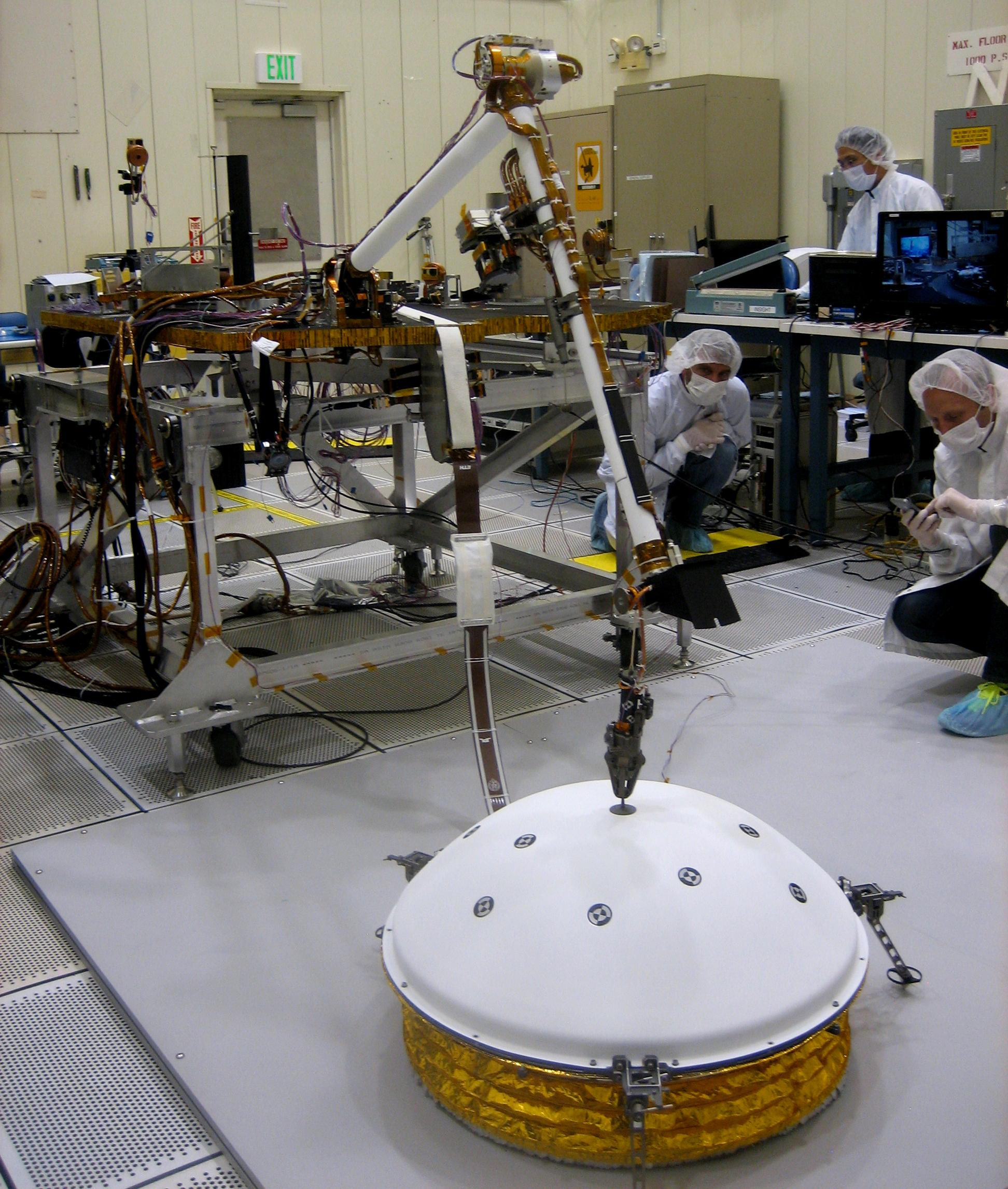
Test: Die Schutzabdeckung des Seismometers SEIS wird vom Roboterarm von InSight auf dem Boden abgesetzt.

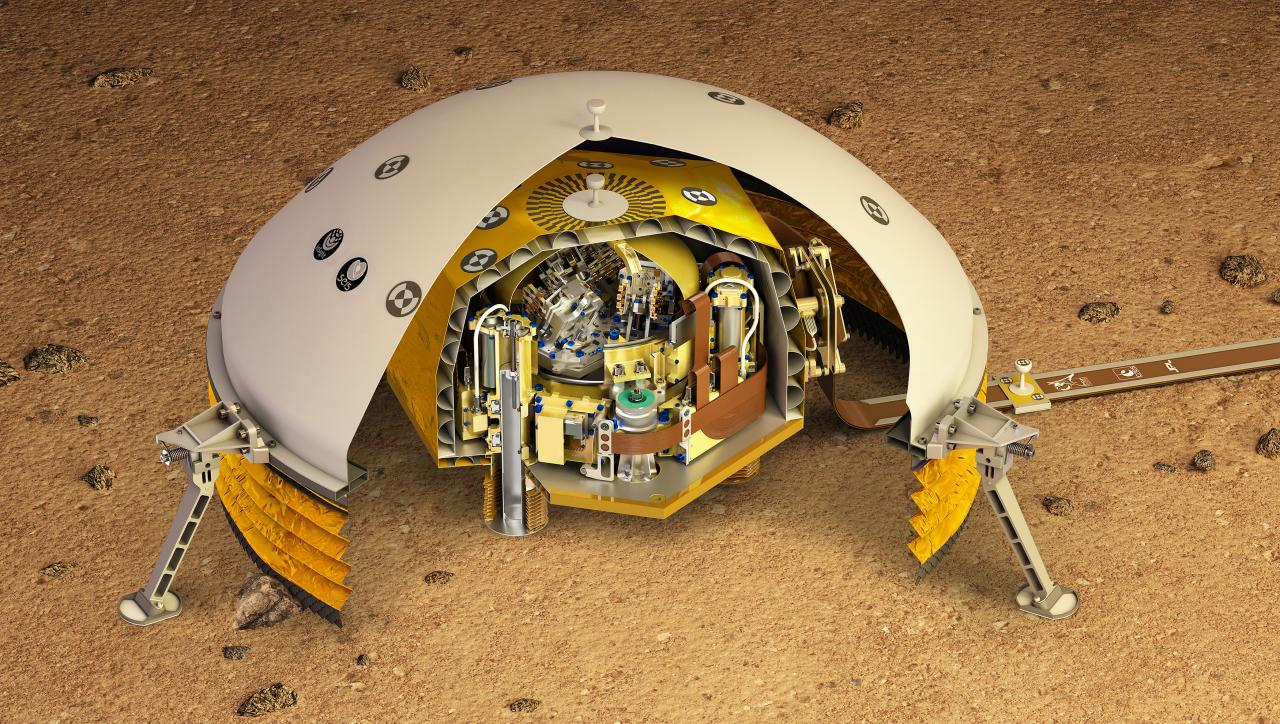
Schematische Darstellung des platzierten Seismometers (Schnitt).

InSights wissenschaftliche Nutzlast bestand aus zwei Hauptinstrumenten:
- Das Seismic Experiment for Interior Structure (SEIS) sollte präzise Messungen zu seismischen und anderen internen Aktivitäten des Mars durchführen. Die Instrumente ermöglichten eine Registrierung  der spontan auftretenden Marsbeben. Die Auswertungen sollten Aufschluss darüber geben, die Planetengeschichte und -struktur besser zu verstehen. SEIS wurde von der Französischen Raumfahrtagentur (CNES) hergestellt, unter Teilnahme der Institut de physique du globe de Paris (IPGP), der Eidgenössischen Technischen Hochschule Zürich (ETH), des Max-Planck-Institut für Sonnensystemforschung (MPS), Imperial College, Institut Supérieur de l’Aéronautique et de l’Espace (ISAE) und JPL.[11][12][13]

- Das Heat-Flow-and-Physical-Properties-Package-Instrument (HP3), entwickelt vom Deutschen Zentrum für Luft- und Raumfahrt (DLR),[14][15] war ein Experiment zur Ermittlung des Wärmeflusses im Marssediment. Es besaß eine 40 Zentimeter lange und rund drei Zentimeter dicke, vom Industriepartner Astronika in Warschau gebaute Rammsonde, die sich schrittweise bis auf eine geplante Tiefe von fünf Metern in den Boden vorarbeiten sollte. Am Rammkopf war ein Band befestigt, auf dem kleinste Temperatursensoren verteilt sind. Nach jeweils 50 Zentimetern Eindringtiefe sollte der Hammer-Vortrieb gestoppt und eine voreingestellte Heizleistung abgerufen werden. Die Sensoren maßen dann die Erwärmung des Bohrkopfes und die Ausbreitungsgeschwindigkeit der Wärme (Wärmeleitfähigkeit), womit auf die physikalischen Eigenschaften des Bodenmaterials Rückschlüsse gezogen werden können.[6] Das HP3, das den Spitznamen „the Tractor Mole“ (Traktormaulwurf) trägt, sollte damit tiefer als alle vorherigen Instrumente in den Marsboden vordringen, und über die Bestimmung des Wärmeverlustes auf die Thermalgeschichte des Planeten schließen lassen.[15][16][17]

Weitere Untersuchungen: Zusätzlich sollte das Rotation and Interior Structure Experiment (RISE) das Kommunikationssystem der Raumsonde zur präzisen Bestimmung der Planetenrotation nutzen und so Einzelheiten über den planetarischen Aufbau herausfinden.
Auf dem Arm des Landers war eine Farbkamera befestigt, die zur Aufnahme von Fotos der auf dem Lander-Deck befindlichen Instrumente und zur 3-D-Ansicht des Bodens, wo das Seismometer und die Wärmestromsonde platziert sein werden, diente. Sie sollte den Ingenieuren und Wissenschaftlern beim Ansetzen der Instrumente auf den Marsboden helfen. Die Kamera ermöglichte auch mit ihrem 45-Grad-Sichtfeld Panoramaansichten der Umgebung der Landungsstelle. Eine weitere Farbkamera mit einem Weitwinkelobjektiv mit 120-Grad-Sichtfeld war unter der Kante des Lander-Decks angebracht. Sie sollte die andere Kamera mit ihren Aufnahmen der Instrumentenaufstellzone ergänzen.

## Sekundärnutzlasten
Die Sonde führte zudem erstmals zwei interplanetare Miniatur-Satelliten, sogenannte Cubesats, unter dem Namen Mars Cube One (MarCO) als Huckepacklast mit, die die Kommunikation während der Landung unterstützten. Beide Cubesats dienten als Relais und funkten Daten der Landung direkt zur Erde, darunter das erste Foto der Mission. Die Landung wurde auch vom Orbiter Mars Odyssey aufgezeichnet, diese Daten konnten jedoch erst später zur Erde gesendet werden.

## Team und Teilnahme (2011)
Das InSight-Team bestand aus Wissenschaftlern und Ingenieuren vieler Disziplinen, aus zahlreichen Ländern und Organisationen, darunter u. a. Japie van Zyl. Ende 2011 kamen die Wissenschaftler aus den USA, Frankreich, Deutschland, Österreich, Belgien, Kanada, Japan, der Schweiz und dem Vereinigten Königreich. Bruce Banerdt, Projektwissenschaftler der MER-Mission, war der Projektleiter für die InSight-Mission und der Hauptwissenschaftler für das SEIS-Instrument (Seismic Experiment for Interior Structure). Suzanne Smrekar war 2011 die Verantwortliche für das HP3-Instrument (Heat Flow and Physical Properties Package). Ihre Forschungsaufgabe hatte den Schwerpunkt auf der Thermalentwicklung des Planeten; sie war schon verantwortlich für die Entwicklung und das ausführliche Testen von Geräten zum Messen von Thermaleigenschaften und Wärmeströmen auf anderen Planeten gewesen.
Sami Asmar, ein Experte in Schwerpunktsstudien mit Radiowellen, war Ende 2011 der Leiter für die RISE-Untersuchung (Rotation and Interior Structure Experiment). Zum InSight-Team gehörten außerdem der Projektmanager Tom Hoffman und der stellvertretende Projektleiter Henry Stone.

## Missionsverlauf

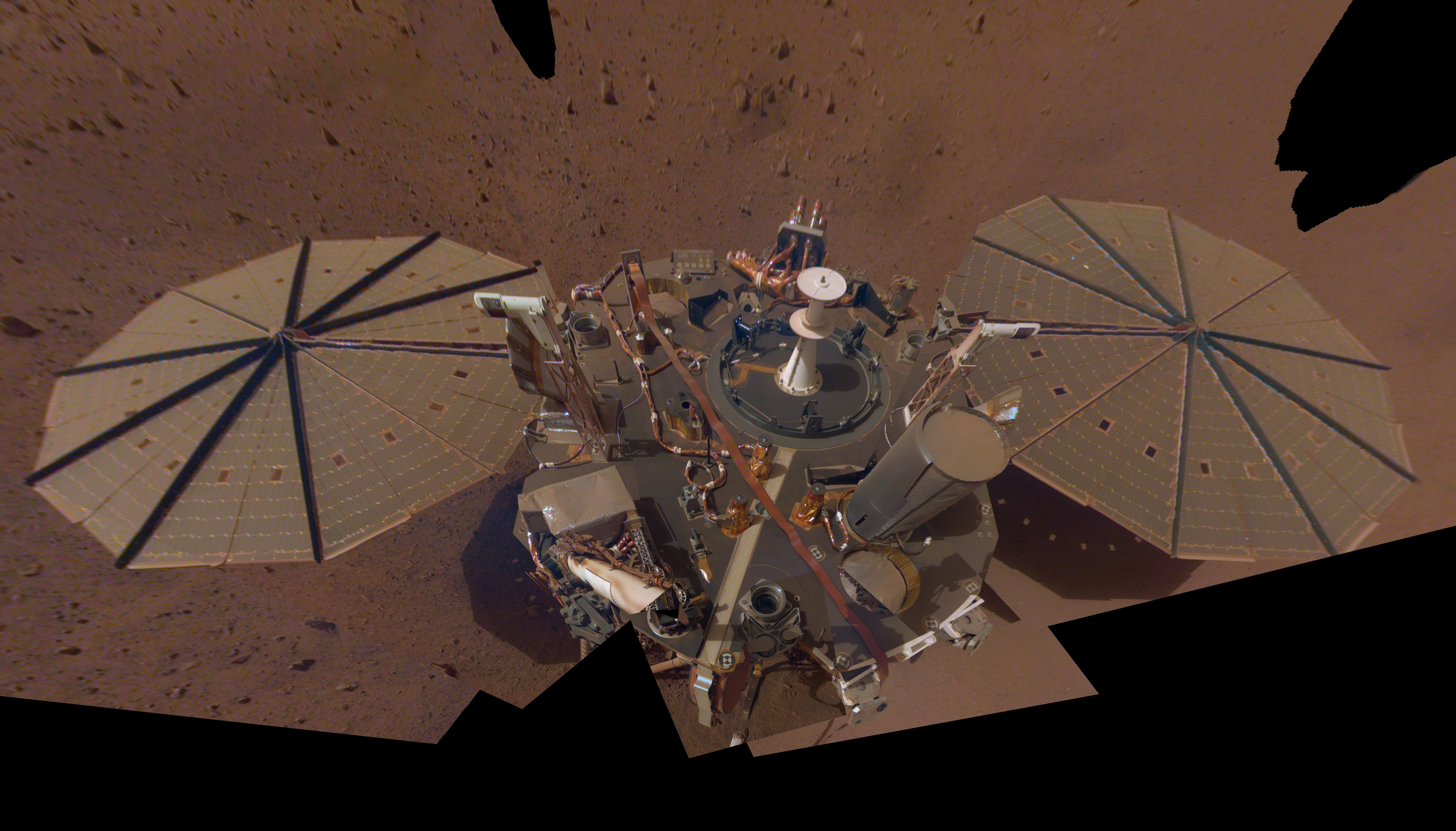
InSight-Lander im April 2019

Animation des Bohrvorgangs im Oktober 2019

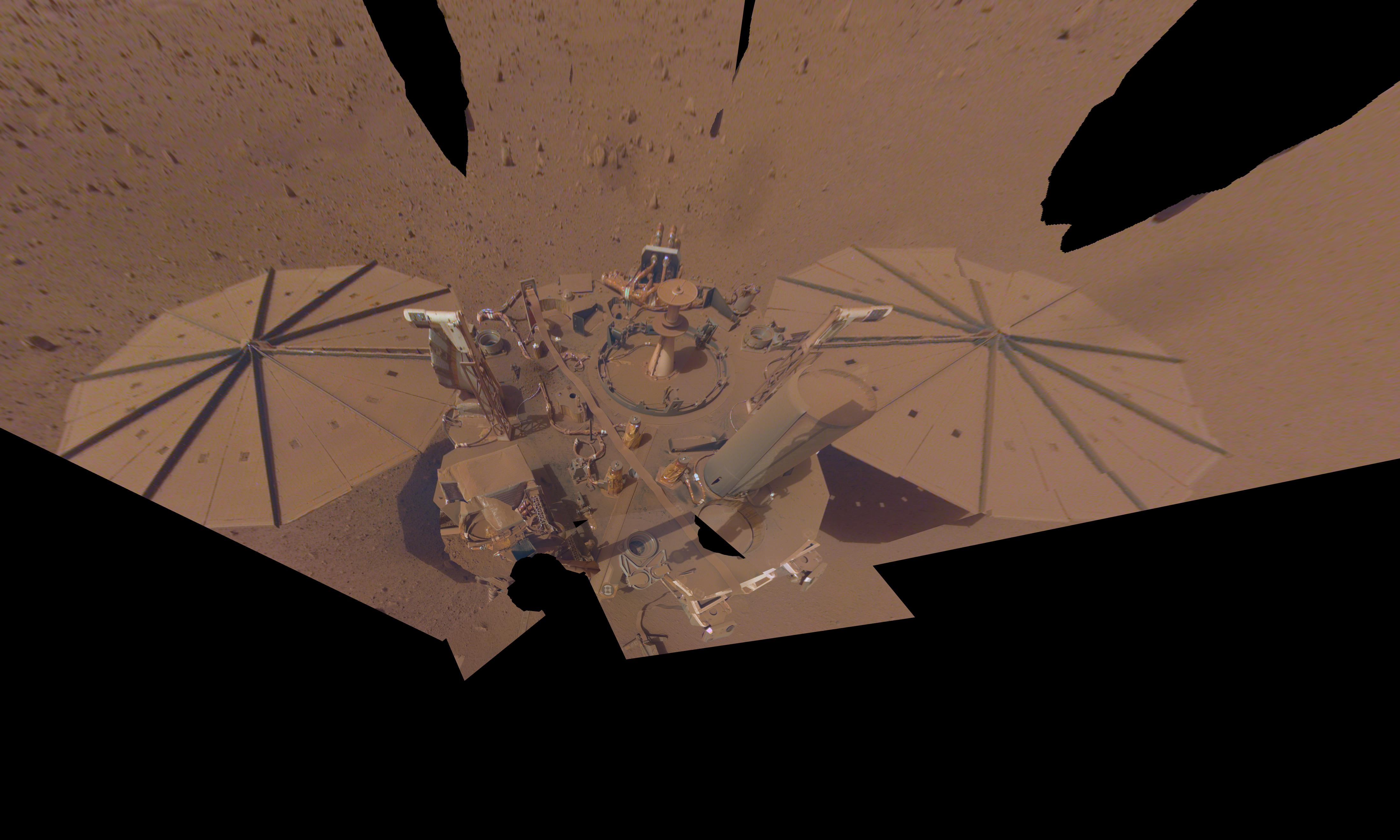
InSight-Lander im April 2022

Der Start auf einer Atlas-V-Rakete war ursprünglich für den März 2016 geplant. Am 22. Dezember 2015 wurde der Start wegen eines Lecks im Seismometer SEIS, das sich nicht bis zum Startdatum beheben ließ, verschoben. Am 9. März 2016 kündigte die NASA an, das nächste Startfenster im Mai 2018 zu nutzen. Der Start war am 5. Mai 2018 und der Lander setzte am 26. November 2018 planmäßig auf dem Mars auf. Am 19. Dezember wurde das Seismometer (SEIS) auf dem Boden des Mars abgesetzt. Am 6. April 2019 gelang wahrscheinlich die erste Aufzeichnung eines Marsbebens.
Das HP3-Experiment ging im Februar 2019 in Betrieb. Bereits nach wenigen Tagen steckte die Rammsonde in etwa 30 Zentimetern Tiefe fest. Die Reibung zwischen der Sonde und dem Marsboden war geringer als erwartet, was deren Fortschritt behinderte. Zur Diagnose des Problems wurde das Gehäuse von HP3 mit dem Roboterarm vom Maulwurf abgehoben und in der Nähe des Landers wieder abgesetzt. Der nun freigelegte Maulwurf wurde im Oktober 2019 mit dem Arm seitlich gegen das Bohrloch gedrückt, um so die nötige Reibung zu erzeugen. In mehreren Durchläufen von Hammerschlägen konnte das Gerät so zwei Zentimeter weiter in die Marsoberfläche vordringen. Nachdem es mit seitlicher Unterstützung noch weiter unter die Oberfläche vorgedrungen war, bewegte es sich jedoch wieder rückwärts aus dem Bohrloch heraus. Daraufhin belastete man den Maulwurf direkt mit der Schaufel des Roboterarms. Mit diesem Druck von oben und weiteren Hammerschlägen gelang es ihm, sich vollständig in den Marsboden zu bohren. Die Schaufel saß nun – Mitte 2020 – auf dem Boden neben dem Bohrloch auf. Um noch weiteren Druck ausüben und damit die Reibung in den oberen Bodenschichten erhöhen zu können, wurde das Loch verfüllt. Anschließend belastete man die Marsoberfläche oberhalb des Bohrlochs mit der Schaufel. Nachdem der Maulwurf weitere zwei Monate lang in etwa 2–3 cm Tiefe festgesessen hatte, wurden die Bemühungen schließlich Anfang 2021 eingestellt und das Experiment beendet.
Am 18. September 2021 registrierte InSight ein 90-minütiges Beben mit einer Magnitude von zeitweise 4,2. Zwei weitere Beben der Stärke 4,2 und 4,1 registrierte InSight zuvor am 25. August 2021. Jene Beben waren die Stärksten, die die Insight bis dahin gemessen hatte.
Probleme bereitete der Mission, dass sich durch Wind und elektrostatische Anziehungskräfte Staub auf den Solarpaneelen des Roboters ablagerte und sich dadurch die Stromgewinnung drastisch verringerte. Zuletzt konnte am 15. Dezember 2022 ein Kontakt zu InSight aufgebaut werden, wobei nahezu die gesamte Batterieladung verbraucht wurde. Der nächste Versuch, am 18. Dezember, schlug fehl, woraufhin am 21. Dezember 2022 die Mission für beendet erklärt wurde.

## Gewonnene Erkenntnisse
Aus zwei Jahren Messdaten des in Frankreich gebauten Seismometers folgerten Wissenschaftler, dass der Mars vom Aufbau der Erde ähnlich ist, er aber einen größeren flüssigen Kern (ø ∼1830 km) und eine dünnere Kruste (24–72 km) hat, als zuvor angenommen worden war.

## Landestelle
Die Landestelle in der Elysium-Region liegt auf der westlichen Seite einer im Durchmesser etwa 27 m großen fast kreisförmigen Vertiefung, die „Homestead Hollow“ genannt wurde. Die Oberfläche ist „weich, sandig, körner- und kieselsteinreich“. Es wird vermutet, dass es sich um einen weitgehend eingeebneten Einschlagskrater handelt. In einem Umkreis von 20 m um den Lander befinden sich etwa zehn weitere Krater mit Durchmessern zwischen 1 und 10 m. 
Die Bremsraketen haben drei bis zu etwa 10 cm tiefe Vertiefungen erzeugt. In einer Vertiefung wurden Kiesel und größeres Geröll sichtbar und zwei Vertiefungen hatten steile Seitenränder, bestehend aus Duricrust (gesteinsartig verfestigte Mischung aus kleinen Steinen und Kieseln in einer feinkörnigen Matrix).